# Shmarya Guttman
Shmarya Guttman (în ebraică: שמריה גוטמן; n. 15 ianuarie 1909, Glasgow, Regatul Unit al Marii Britanii și Irlandei – d. 22 octombrie 1996) a fost un arheolog israelian.

## Copilăria
Shmarya Guttman s-a născut în Scoția. Părinții lui erau imigranți evrei din Imperiul Rus. Familia a imigrat în Palestina când el avea doar trei ani. La vârsta de 17 ani s-a mutat în kibuțul Na'an, unde tânărul Shmarya a lucrat ca fermier.

## Cariera politică și militară
În anii 1930, Shmarya Guttman a servit ca emisar al tineretului sionist Hehalutz din Palestina în Polonia, iar în anii celui de-Al Doilea Război Mondial instructor în mișcarea sionistă subterană în rândurile evreilor din Irak. Înainte de fondarea Israelului în 1948, el a condus o unitate de informații a Hagana, prncipala forță paramilitară evreiască de dinaintea înființării armatei israeliene. În iulie 1948 în cursul Războiului de Independență a Israelului a participat la cucerirea orașelor Lydda și Ramle. Ulterior, Guttman a fost implicat în negocieri diplomatice și a luat parte la operațiunile de repatriere în Israel a evreilor irakieni.

## Arheolog
În anii 1960 și 1970, Guttman a făcut parte din echipa de arheologi care a excavat fortăreața Masada, pe care o escaladase împreună cu doi prieteni în 1932.
Guttman a inițiat și condus excavațiile de la Gamla.